# Drew Seeley
Drew Seeley, właśc. Andrew Michael Lloyd Seeley (ur. 30 kwietnia 1982 w Ottawie) – kanadyjsko-amerykański aktor, piosenkarz, autor tekstów piosenek i tancerz. Nagrał wiele piosenek dla Walt Disney Company. Tańczył jako dziecko w Ontario do około 16 roku życia, a następnie przeniósł się na Florydę.

## Życiorys
Dorastał w pobliżu Toronto razem ze swoimi rodzicami i młodszą siostrą Katie (ur. 1987). W wieku dziesięciu lat uczył się aktorstwa i śpiewu. W 2000 ukończył szkołę średnią Lake Brantley High School w Orlando na Florydzie. W latach 1999–2002 występował z grupą R&B Nu Ground. Po udziale w Camp Tanglefoot: It All Adds Up (1999), pojawił się w trzech odcinkach opery mydlanej CBS Guiding Light (2000) oraz serialach - Jezioro marzeń (Dawson's Creek, 2002) i Warner Bros. Pogoda na miłość (One Tree Hill, 2003-2004), Nie ma to jak hotel. Ostatnio wziął udział w filmie Kopciuszek: Roztańczona historia z Seleną Gomez.
Śpiewał piosenki wykonywane przez postać Troya Boltona w filmie High School Musical (2006), zastępując w tej roli Zaca Efrona, który wcielił się w tę postać. Za wykonanie piosenki pt. "Get'cha Head In The Game" otrzymał nominację do nagrody Emmy. Jedna z jego piosenek pt. "I'm ready" została także wykorzystana do telewizyjnej komedii Wskakuj! (Jump In!, 2007). 28 kwietnia 2013 roku ożenił się z Amy Paffrath.

## Dyskografia

### Albumy
- 2005: BYou
- 2006: High School Musical: The Soundtrack
- 2006: The Cheetah Girls 2: The Soundtrack #5 US (Platinum)
- 2007: Jump In!
- 2007: High School Musical: The Concert
- 2007/2008: The Star Treatment
- 2008: Another Cinderella Story: The Soundtrack

### Filmy
- 1999: Camp Tanglefoot: It All Adds Up (wideo) jako Tommy (głos)
- 2004: Ucieczka z przedmieścia (Stuck in the Suburbs, TV) jako urzędnik za biurkiem
- 2005: Atak szarańczy (Locusts, TV) jako Willy
- 2005: Szkolna gazetka (Campus Confidential, TV) jako Logan
- 2005: Complete Guide to Guys jako Stearns
- 2006: Christopher Brennan Saves the World (film krótkometrażowy) jako Tom Hartwell
- 2006: High School Musical (TV) jako Troy Bolton (śpiewający głos, niewymieniony w czołówce)
- 2006: The Modern Unicorn's Guide to Love and Magic (film krótkometrażowy) jako Matt
- 2007: Claire (TV) jako Bobby Mills
- 2008: Kopciuszek: Roztańczona historia (Another Cinderella Story) jako Joey Parker
- 2009: Na skróty (The Shortcut) jako Derek
- 2010: Freshman Father (TV) jako John Patton
- 2010: I Kissed a Vampire jako Trey Sylvania
- 2012: Pitch Perfect jako męski głos 5
- 2013: Eliksir miłości (Lovestruck -The Musical) jako młody Ryan
- 2018: Zabójcza obsesja (He Knows Your Every Move, TV) jako Stuart Weinbach / Jack Newsom

### Seriale
- 2000: Guiding Light jako Andrew
- 2002: Jezioro marzeń (Dawson's Creek) jako chłopak
- 2003–2004: Pogoda na miłość (One Tree Hill) jako Johnny „Vegas” Norris
- 2008: Nie ma to jak hotel (The Suite Life of Zack & Cody) jako David / Jeffrey
- 2009: I Kissed a Vampire jako Trey Sylvania
- 2010: Podkomisarz Brenda Johnson (The Closer) jako Boyd Martin
- 2010–2011: Glory Daze jako Jason Wilson
- 2019: Robot Chicken - głosy

### Teatr
- 1993: Showboat
- 2009–2010: Mała Syrenka jako książę Eric